# Список скульптур Карлова мосту

## Скульптурні прикраси Карлова моста
(у напрямку від Малої Країни до Старого Міста празького):

### Правий бік

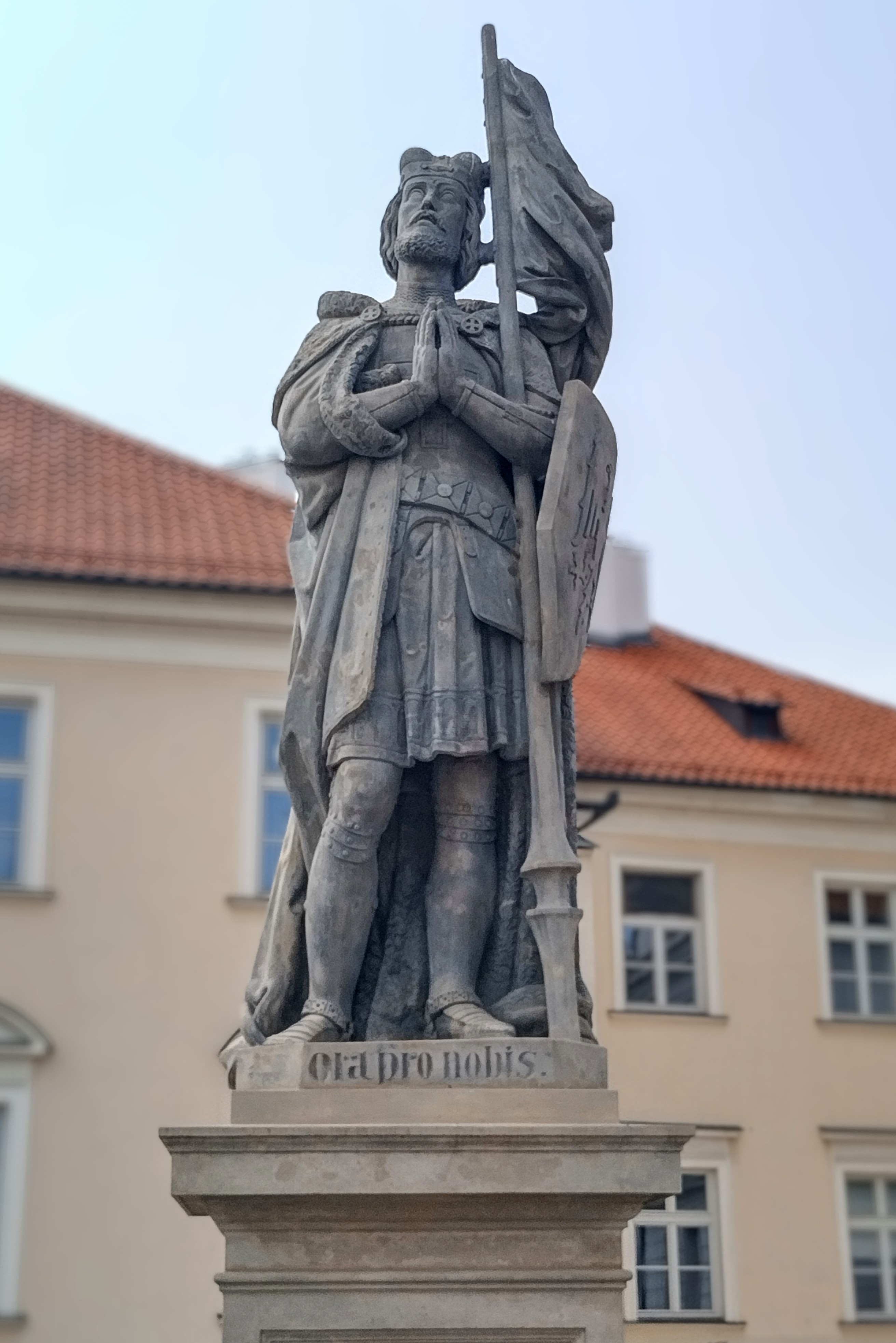
Св. Вацлав

1. Св. ВацлавСв. Вацлав (Бем Й.К., 1858) - статуя зображує принца в лицарських обладунках, з прапором і щитом, на якому зображений орел, що молиться за чеський народ (Моліться за нас на постаменті). Рішення про встановлення статуї було прийнято під керівництвом Павла Алоїза Клара, сина засновника Інституту для сліпих, під час святкування 25-ї річниці його заснування. Проект розробив художник Йозеф Фюріх, статую було завершено та встановлено наступного року. Спочатку тут було 15 крамниць до 1822 р., від сусідньої статуї до будинку в кінці мосту.

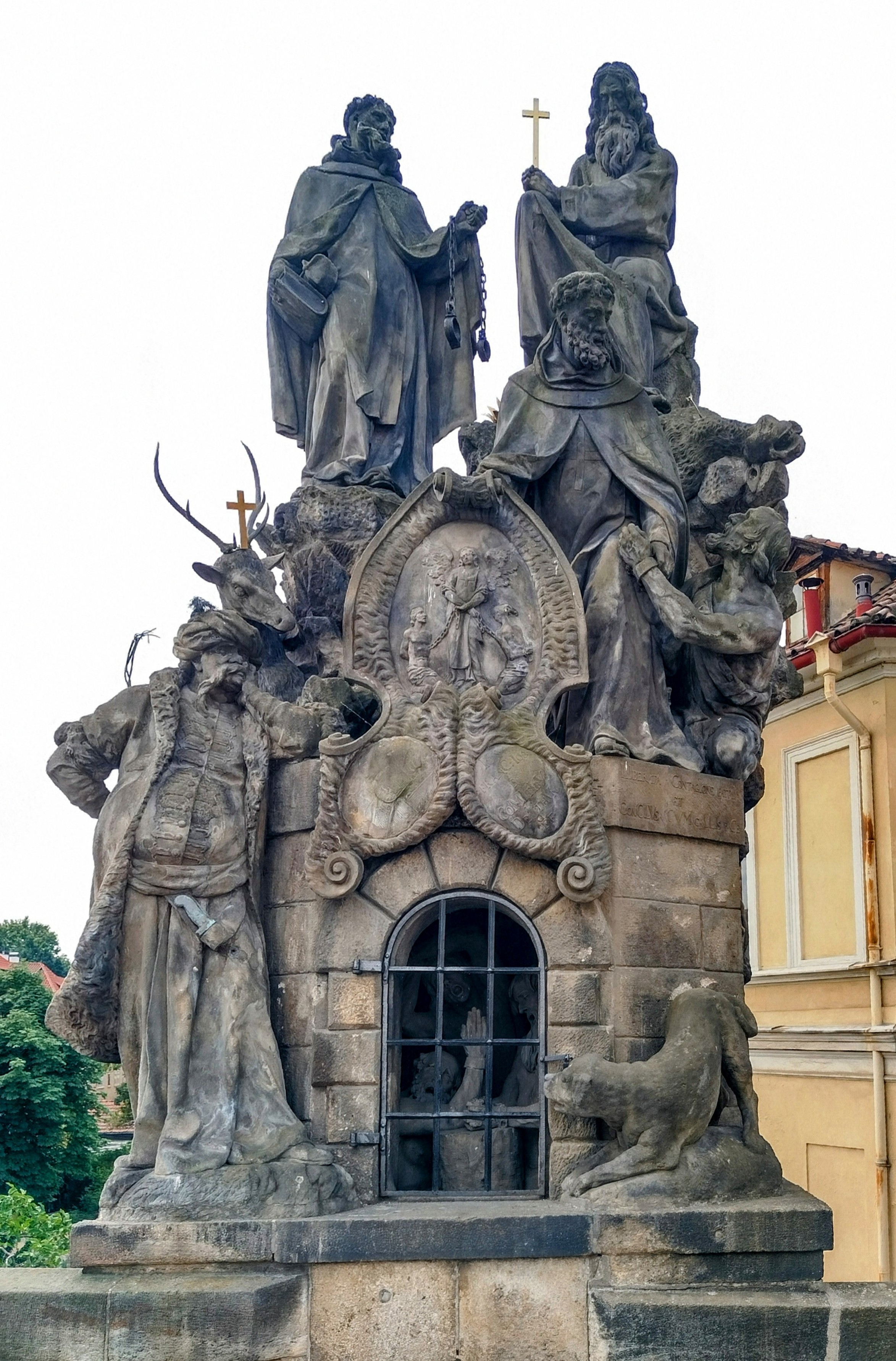
Святі Іоанн де Мата, Фелікс де Валуа та Іоанн Чеський

2. Святі Іоанн де Мата, Фелікс де Валуа та Іоанн ЧеськийСвяті Іоанн де Мата, Фелікс де Валуа та Іоанн Чеський з турком (Брокоф Ф.М., 1714) - велика скульптура поєднує тему засновників Тринітарного ордену, які викуповують християн з мусульманського полону, з місцевим відлюдником Іоанном. Нижня частина складається з підземелля з виючими християнами, яке охороняє собака, та харизматичного турка з докором (спочатку списом), що має елементи карикатури. Популярний діяч дав скульптурі прізвисько «Турок на Празькому мості». Над в'язницею зображено Св. Фелікса, який розв'язує кайдани в'язня та спирається на великий картуш з тринітарним ангелом з двома рабами, під ним картуш дарувальника (емблема та ім'я з хронограмою ), праворуч — напис подяки за відвернення чуми та укладення миру з французами. Ліворуч — джерело води та олень з червоно-синім хрестом між рогами (пошкоджений вандалом у 2011 р.), поява якого мала надихнути Святого на заснування ордену. На скелі у верхній частині статуї Св. Іоанна в правій руці з біретою та книгою, у лівій з грошима за викуп полонених та звільнення з кайданів. Праворуч від нього зображений відлюдник Іоанн з хрестом та зачіскою в руському стилі. Під ним зображена лань з князем Боривоєм, яка годувала його своїм молоком під скелею. Спочатку сцена завершувалася металевим Божим оком. Скульптурну групу було встановлено на місці магазину з нагоди 500-річчя смерті Св. Іоанна, засновника ордену, нещодавно запровадженого в Богемії, біля церкви на вул. Спалена.
3. Св. Войтех (Адальберт) (Брокоф Ф.М., 1709; оригінал у Горліце (Вишеград), копія 1973 р. роботи Войтеха та Карела Горжинеків) - другий єпископ Праги одягнений в єпископське облачення, у лівій руці тримає Євангеліє, яке він проповідував в Угорщині та балтійським пруссам. Металеві милиця та весло, атрибути мученика, сьогодні відсутні. Постамент, побудований під кутом з емблемою жертводавця та написом присвяти, доповнений чотирма фігурами путто.
4. Св. Луїтгарда ("Сон Св. Луїтгарди") (Браун М.Б., 1710; копія Рака Б. та Новака Ї., 1995 р., оригінал у лапідарії Національного музею) - скульптура, яка вважається найхудожнішою роботою на мосту, зображує видіння сліпої фламандської черниці Св. Луїтгарди. Христос схиляється до неї з хреста і притискає її однією рукою, щоб вона могла напитися з рани в його боці. Ця сцена навряд чи сподобається сучасному глядачеві своїм містичним значенням, але вона вражає силою художнього обробки. На відміну від інших робіт на мосту, які досить театрально зображують позуючих святих, оточених символами та сценами з їхнього легендарного життя, скульптура Брауна зображує одну конкретну інтимну сцену глибокого релігійного досвіду святої. Навіть ангели на хмарах не для того, щоб нести різні символи, а лише якось інтимно ілюструють потойбічний характер сцени. Перша празька робота Брауна цінує його італійську освіту, знання Мікеланджело та особливо Берніні, наприклад, його «Видіння Святої Терези». Вважається, що модель належить різним художникам (Лішка, Вільманн, Брандл). Святі з вустами біля рани Христа також зображені на рельєфі протилежної, на рік старшої скульптурної групи.
5. Св. Мікулаш (Микола) Толентинський (Коль Я.Б. або Коль І., 1708) - статуя зображує Святого августинського ордену з лілією, який подає благословенний хліб, яким, як кажуть, він творив чудеса (годував і зцілював), як вирізьблено на постаменті. Іншу випічку в кошику тримає ангел біля його ніг. Серед вчених немає єдиної думки щодо авторства: одні називають підрядника, старого Ієроніма, автора фонтану у другому замковому дворі. Інші називають його пасинка Яна Бедржиха як співавтора або безпосередньо автора, з яким його вітчим мав серйозну суперечку на той час.
6. Св. Вінсент Ферер та Св. Прокопій Сазавський (Брокоф Ф.М., 1712; копія Яна Гамачека та Войтеха Міча, створена в 2024 р., оригінал зберігається в депозитарії GHMP) - шедевр Ф.М. Брокофа об'єднує двох різних Святих: іспанського проповідника-домініканця та чеського священика-відлюдника. Вінсент зображений у своєму релігійному одязі, який воскрешає померлого – скелет піднімає кришку труни, на якій латинський напис «Він воскресив 40 людей». Потім зображено грішника з докорами (на карнизі напис «Він навернув 100 000 грішників») та одержимого, з пащі якого спочатку вийшов демон – металевий дракон. Праворуч Прокопій у своєму єпископському одязі стоїть на дияволі, якого він переміг. Масивний трикутний постамент має півфігури (гермів) по кутах, ліворуч мусульманин з написом «8000 сарацинів прийняли католицьку віру», попереду єврей «2500 євреїв прийняли Христа», між ними рельєф Страшного суду. Згідно з легендою Прокопія, правий рельєф зображує вершника з дияволом, запряженим у плуг, і права герма диявола з написом «Він приборкав 70 демонів» також стосується до нього .
7. Лицар Брунцвік (Шимек Л., 1884) - статуя стоїть поза рядом статуй, на вершині колони під скульптурною групою Вінсента та Прокопія. Скульптура на високому, рельєфно оздобленому постаменті зображує лицаря з оголеним мечем, що спирається на герб Старого міста, набутий після 1470 р., та з левом біля ніг. Автор створив її частково на основі фрагмента, що залишився після того, як оригінальну статую було збито під час шведської облоги 1648 р. Оригінальна статуя тут позначала права Старого міста. У верхній частині постаменту знаходяться копії кам'яних клейм, які, як кажуть, знайдені на мосту.
8. Св. Франциск Ассізький (Макс Й., 1855) - сповідник убогого життя, засновник францисканського ордену, зображений у простому чернечому одязі, підперезаний мотузкою з типовими трьома вузлами, на руках і в боці у нього рани Христа. Ангел праворуч (спочатку) тримає подвійний хрест, інший у дияконському одязі тримає Євангеліє (символ проповіді). Збудований на честь порятунку Франца Йосифа I від замаху в 1853 р. Оригінальна статуя Св. Франциска знаходиться в ніші перед капуцинським костелом Св. Йосифа, ангели - на його подвір'ї.
9. Св. Людмила та маленький Св. Вацлав (Браун М.Б. - після 1720; копія Качера Й. 1999 р., оригінал у Горліце (Вишеград) - спочатку Св. Вацлав між двома ангелами роботи Мосто О. між 1695 і 1701 роками, дарувальник імперський радник Маркварт з Градека, сьогодні знаходиться в Лапідарії. Постамент із рельєфом військових трофеїв на рампі площі Градчани - ця статуя була встановлена в 1784 р. замість статуї Св. Вацлава, роботи Мосто, знищеної повінню в 1784 р.) - сцена символічно зображує Людмилу, яка навчає свого маленького онука Вацлава читати з книги. Корони символізують правлячу родину, а позаду Вацлава знаходиться щит з орлом Пржемисловичів. Маленький ангел праворуч тримає болеславський палладій, на плінті – рельєф убивства Вацлава. Оригінальна скульптура Св. Вацлава, лицаря-переможця між двома ангелами, була однією з перших на мосту, після Яна Непомуцького та П'єти на протилежному боці. Потім вона була пошкоджена повінню 1784 р. і була замінена сучасною Людмилою, яка спочатку стояла на Градчанській площі біля тоді знесеної каплиці Матері Божої Айнзідельнської (сьогодні сад Каєтанські тераси). Відремонтована скульптура Св. Вацлава поїхала на місце Св. Людмили, де з 1906 р. залишився лише плінтус, доповнений вільно пов'язаним Вацлавом роботи Ч. Восмика.
10. Св. Франсіско Борджа (Брокоф Ф.М., 1710; дарувальник бургграф Франтішек з Колетто, копія 2017 р. Ї. Качера) -  Іберійський єзуїт, генерал ордену, повертається до ангела, який піднімає монстранс, другий ангел тримає картуш із зображенням своєї покровительки Богоматері Сніжної. На постаменті череп нагадує мертве тіло імператриці Ізабелли, побачивши який, він досяг духовного навернення. Про цю роботу кажуть, що автор довго шукав модель для ангела, який стоїть праворуч на постаменті. Одного разу він побачив у церкві Св. Томи надзвичайно чарівну дівчину з невинним обличчям. Він домовився з батьками, що дівчина буде його моделлю, але вона померла наступного дня. Потім Брокоф обрав студента з єзуїтського коледжу, але йому все одно не вдалося передати образ, ангел більше нагадував диявола. Тому він повернувся до початкового ескізу дівчини і нарешті виявив, що зробив своє власне обличчя. Кажуть, що йому в цьому допоміг Св. Франциск Борджіа.
11. Св. Христофор (Макс Й., 1857) - звичайна сцена, як велетень Христофор спирається на посох і переносить немовля Ісуса через річку. Великий мармуровий пам'ятник Карлу VI, який мав бути встановлений тут у 1720 р. графом Шпорком за проектом М.Б. Брауна, не був реалізований, і залишився лише постамент, над яким він мав стояти. Під час повені 1784 р. він обвалився у Влтаву разом з п'ятьма вартовими, лише один з яких врятувався, зачепившись за опору мосту. Мармурову написну плиту, що повідомляла про цю подію, перенесли на північну сторону Староміської вежі.
12. Св. Франциск Ксав'єр (оригінал у Лапідарії - Брокоф Ф.М., 1711, копія - Восмік Ч., 1913) - велика скульптура, одна з найцінніших на мосту. Співзасновник ордену єзуїтів та апостол Далекого Сходу вказує на хрест, піднятий у лівій руці, індіанському вождю, який стає на коліна та просить хрещення. Ліворуч від Франциска стоять на колінах два хлопчики, один з книгою та біретою, інший з мушлею з хрещальною водою. Хлопчик з книгою, очевидно, є автопортретом двадцятитрирічного скульптора. Сцена відбувається на плиті, вкритій килимом, зі сходами, які несуть фігури китайця, татарина, індійця та мавра, представників східних народів, серед яких працював Святий. Скульптуру назвав «вражаючою» критик Йозеф Макс, який разом зі своїм братом створив пам'ятник маршалу Радецькому в подібній композиції на сусідній Малостранській площі. Твір був змитий повінню в 1890 р., а його частини, витягнуті з річки Влтава в 1906 р., були зібрані Ч. Восміком. Після запеклих дебатів щодо того, чи замінити завершений твір, створити копію чи надати перевагу новому, сучасному твору, копія, зроблена Восміком, зрештою перемогла.
13. Св. Йосип з Ісусом (Макс Й., 1854) - Йосип тримає лілію та стоїть однією ногою на балці (він мав бути теслею), хлопчик Ісус тримає сувій у лівій руці та благословляє правою. Вибір святого, можливо, спочатку був пов'язаний з нещодавно правившим імператором Йозефом I. Старіша статуя була пошкоджена внаслідок обстрілу в 1848 р.
14. П'єта (Оплакування Христа) (Макс Е., 1859) - скульптура зображує Діву Марію, яка тримає тіло Ісуса, Марію Магдалину, яка цілує його руку, та Івана Євангеліста, що стоїть перед хрестом. «П’єта з двома ангелами» Брокофа була першою бароковою кам’яною скульптурою на мосту.
15. Святі Варвара, Маргарита та Єлизавета  (Брокоф Ф.М., 1707)

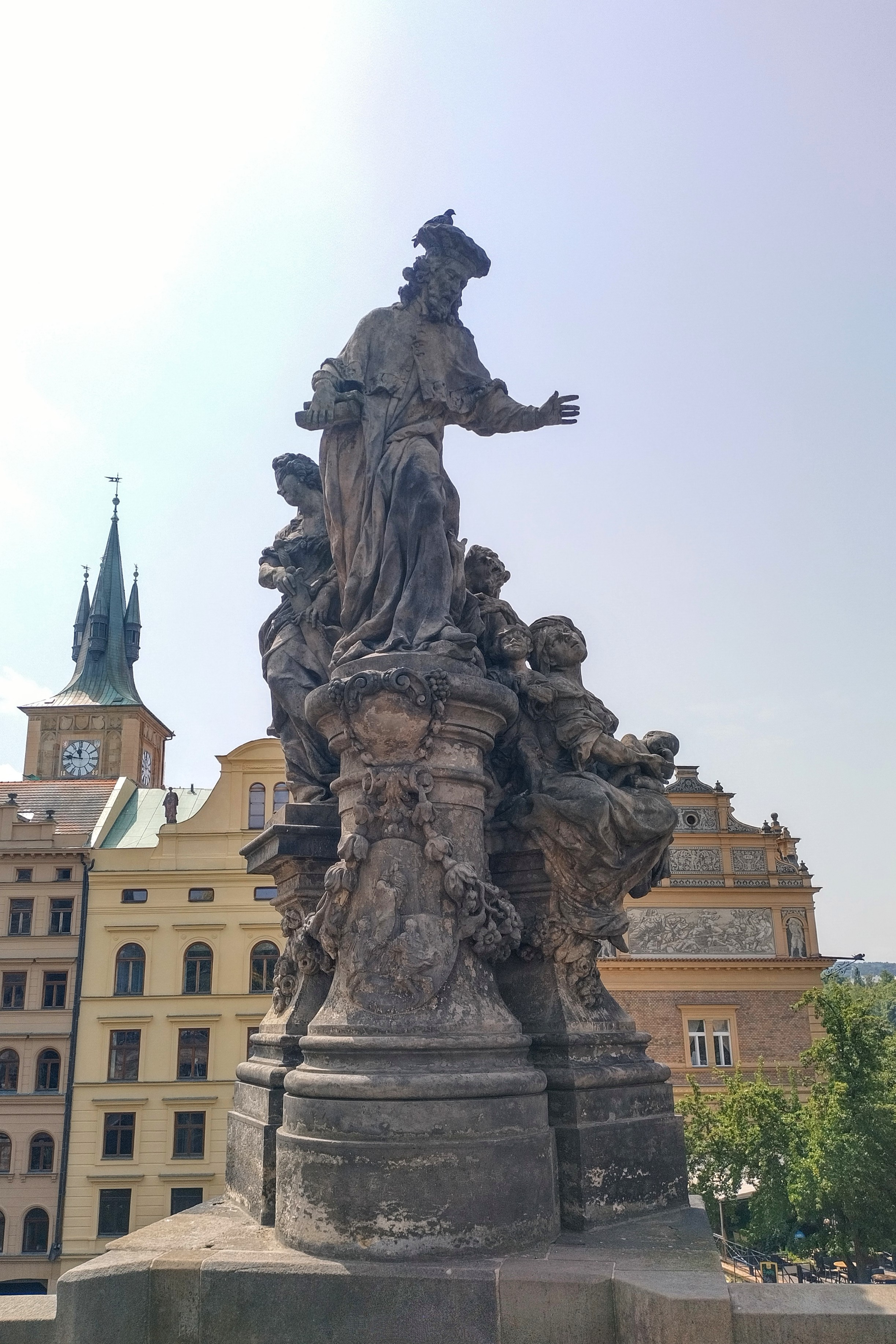
Св. Іво Бретонський

16. Св. Іво БретонськийСв. Іво (Браун М.Б., 1711) -  нині перебуває в археологічному відділі виробів з каменю при Національному музеї. Копія - Фр. Гергесель, (1908). Скульптура являє собою зображення старого чоловіка та вдови з дітьми, які благально дивляться вгору на покровителя юристів у старовинному одязі університетського викладача, праворуч від якого стоїть Правосуддя із зав'язаними очима та мечем. Рельєф на постаменті зображує месу для примирення між матір'ю та сином.

### Лівий бік
1. Св. Сальватор (Христа Спасителя), Св. Косма, Св. Даміан (Майєр І.О., 1709)

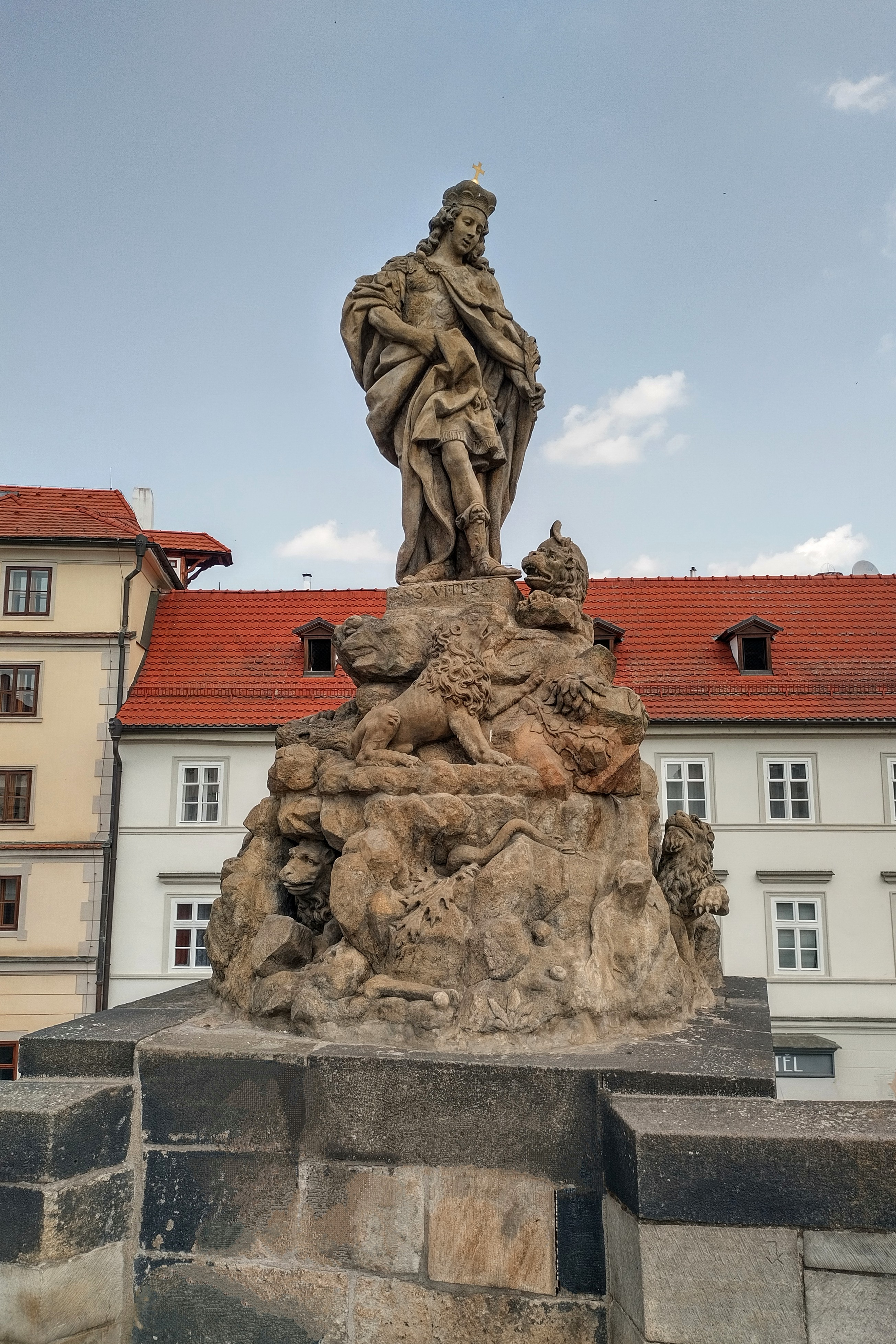
Св. Віт

2. Св. ВітСв. Віт (Брокоф Ф.М., 1714) - скульптура зображує молодого римського мученика, прийнятого як чеський провінційний покровитель, як легіонера з княжою короною та мученицькою пальмою. Зі скелі, на якій він стоїть, виповзають змії та леви, але, за легендою, вони не завдають йому шкоди, про що свідчить лев, що лиже його ногу. Леви також символізують ім'я дарувальника, декана Вишеградської капітули.
3. Св. Філіп Бониціус (Манілі М.Б., 1714)
4. Св. Каетан (Брокоф Ф.М., 1709)
5. Св. Августин (Коль Я.Б., 1708)
6. Св. Юда Тадеаш (Тадей) (Майєр І.О, 1708)
7. Св. Антоній Падуанський  (Майєр І.О., 1707)

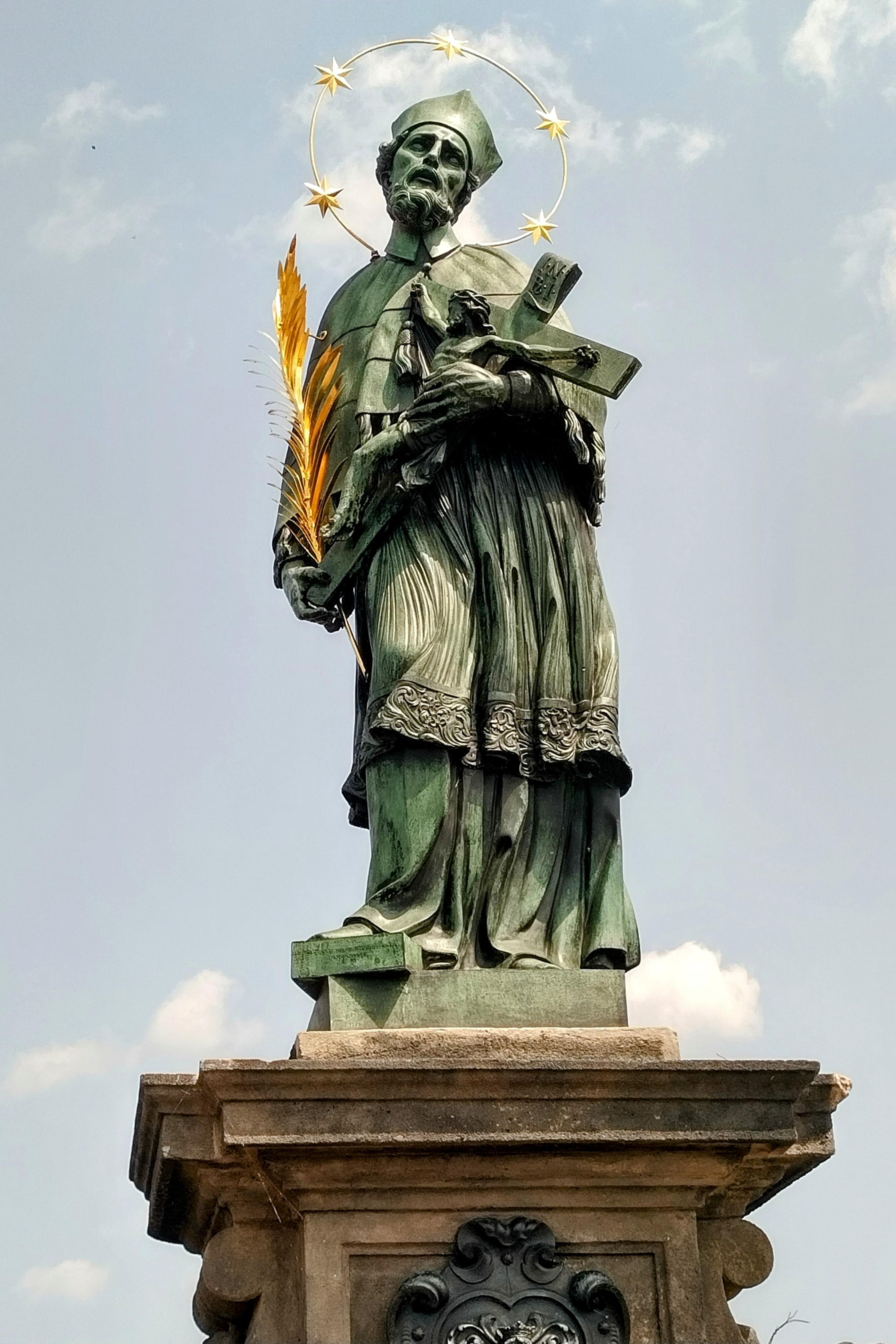
Св. Ян Непомуцький

8. Св. Ян НепомуцькийСв. Ян Непомуцький - найстаріша статуя мосту, створена у 1683 р. по малюнку архітектора Д.Б. Матьє. Бронзова статуя і рельєфи були відлиті Й.В. Герольдтом за ескізом М. Раухмюллера (1681) і за дерев'яною моделлю для відливання (1682) Я. Брокофа. Далі в парапет мосту вставлена мармурова дошка, що позначає місце, звідки нібито у 1393 р. був скинутий в річку Св. Ян Непомуцький. Першу і єдину бронзову статую святого на мосту, що зображує нібито мученика сповідальної таємниці, було встановлено на нібито трьохсоту річницю його скидання з мосту (1693). Статуя була частиною та одним з головних осередків барокового культу, що зародився, і який досяг кульмінації лише півстоліття потому з канонізацією Непомуцького. Фігура одягнена в канонічне вбрання, на голові — рогез, плащ та біретта. У руці вона тримає розп'яття та пальмовий листок, символи слідування за стражданнями Христа. Навколо її голови — п'ять зірок, що символізують легендарні вогні, що з'явилися над потопельником. Ця форма статуї, головні риси якої надано ескізом Раухмюллера, стала іконографічною моделлю для незліченних скульптурних та інших зображень Святого в Чехії, Європі та за кордоном. На постаменті знаходиться присвятний напис та копія рельєфів короля Вацлава IV, який спостерігає за сповіддю королеви та скиданням Яна з мосту.

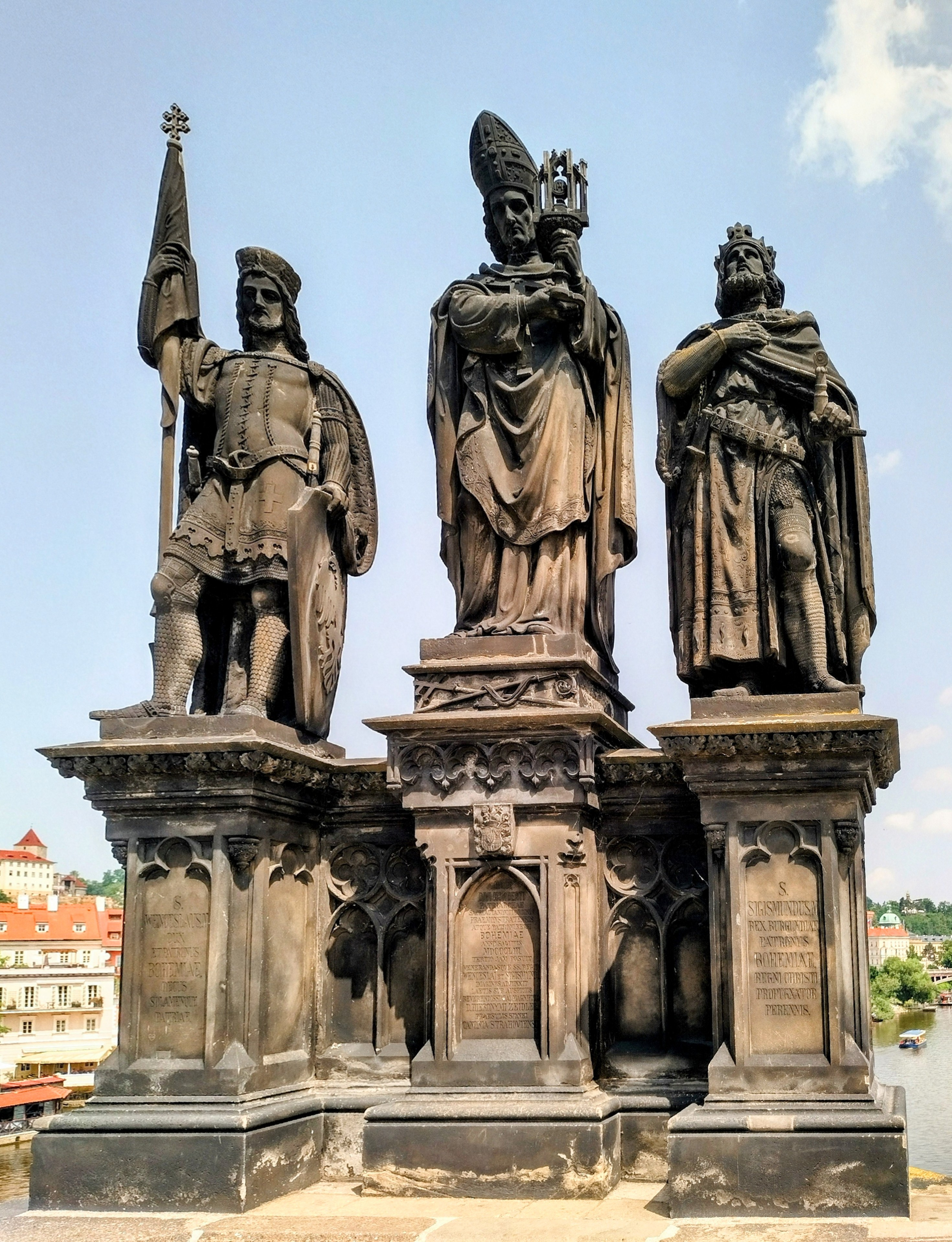
Святі Норберт, Вацлав та Сигізмунд

9. Святі Норберт, Вацлав та СигізмундСвяті Норберт, Вацлав та Сигізмунд (Макс Й., 1853) - засновник премонстратів зображений у єпископському одязі з митрою, що піднімає монстранцію. З боків зображені провінційні покровителі - князь Вацлав з прапором та король Сигізмунд Бургундський з короною та мечем. Напис на плінті повідомляє, що премонстрати вже збудували тут третю статую. Перша статуя Брокофа, відома лише за гравюрами, очевидно, була виготовлена з неякісного каменю і незабаром почала руйнуватися. Її перенесли до Норбертінума, а в Страговському монастирі було встановлено нову статую, створену І. Платцером, найвидатнішим скульптором чеського пізнього бароко. Дерев'яна модель цієї статуї раніше знаходилася у Страговській бібліотеці.
10. Св. Іоанн Хреститель (Макс Й., 1853)
11. Святі Кирило та Мефодій (Карел Дворжак, 1938) - раніше на місці цієї статуї стояла статуя Св. Ігнацій (Ігнатія), роботи Ф. М. Брокофа - 1711. Нині ця статуя знаходиться в археологічному відділі виробів з каменю при Національному музеї.
12. Св. Ганна (Еккель М.В., 1707)
13. Голгофа (позолочений корпус роботи Ганса Голгера - 1629 р., кам'яні статуї, роботи Макса Й. - 1861 р.) - напис на давньоєврейською мовою, що прославляють Бога, була створена на гроші, вилучені у богухульствующего єврея як грошового штрафу.

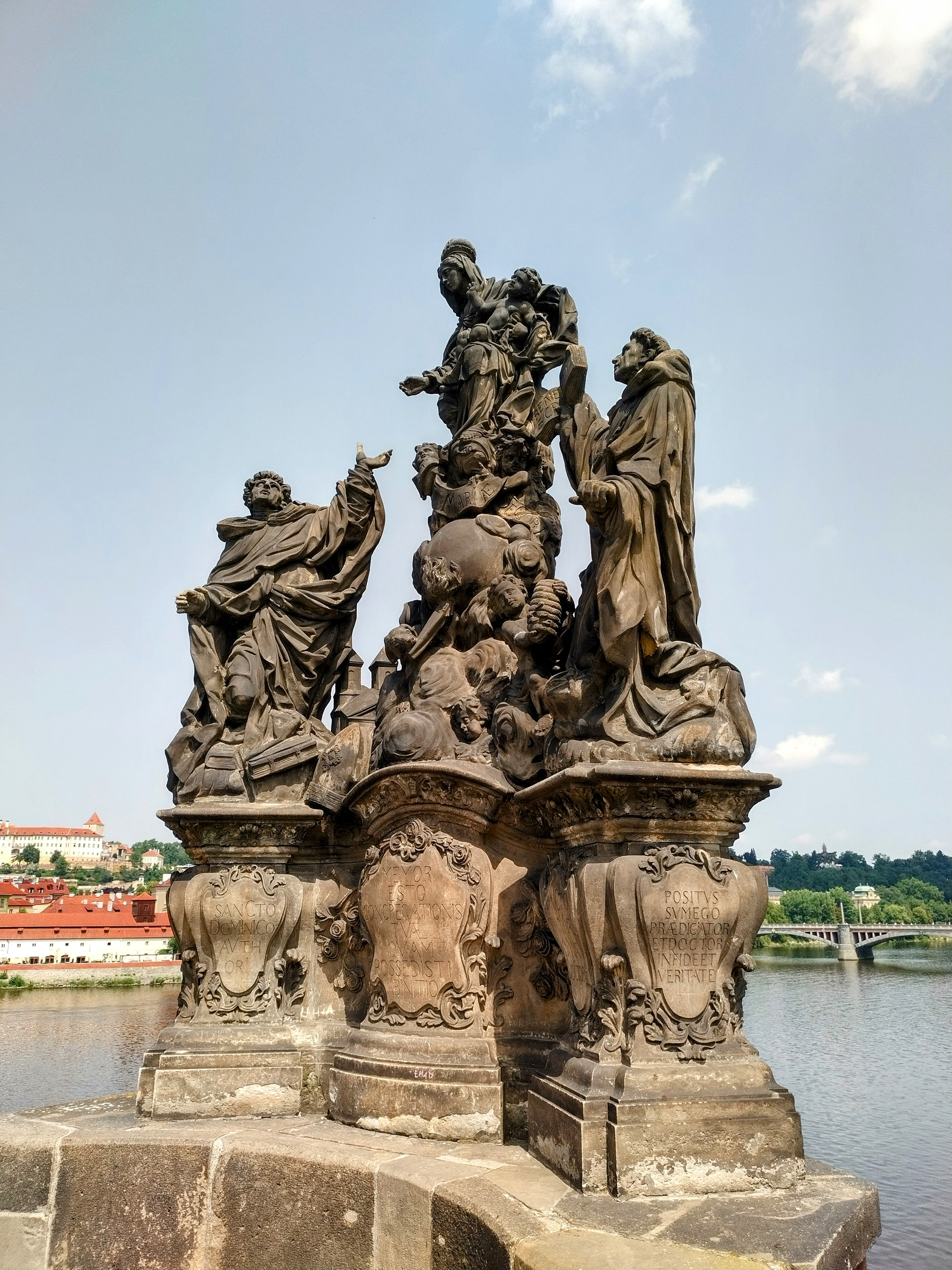
Мадонна зі Св. Домініком та Томою Аквінським

14. Мадонна зі Св. Домініком та Томою АквінськимМадонна зі Св. Домініком та Томою Аквінським (Еккель М.В., 1708) - скульптура зображує короновану Мадонну з немовлям Ісусом, що стоїть на місяці (immaculata), домініканського собаку Господа (лат. у множині Domini Canes) зі смолоскипом та глобусом (вони просвітлювали світ істинною вірою). Домінік спочатку отримав від Марії розарій, який мав внести; Тома Аквінський зі своїм атрибутом вулика показує книгу з латинським написом «Ти добре написав» (Марія схвалює його твори).

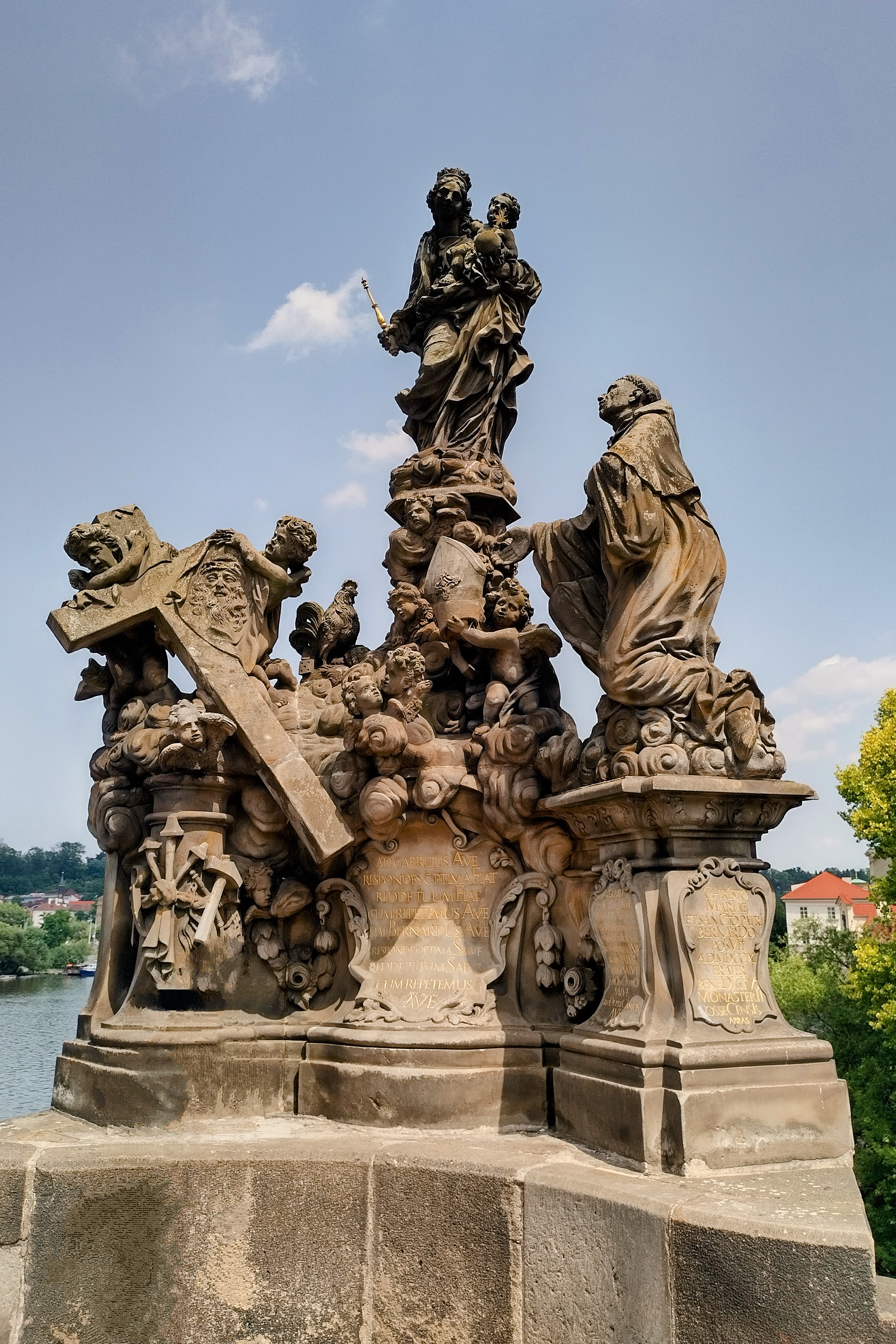
Мадонна зі Св. Бернардом

15. Мадонна зі Св. БернардомМадонна зі Cв. Бернардом (Еккель М.В., 1709) - скульптура зображує Діву Марію з немовлям Ісусом, на якого дивиться Св. Бернард, а перед ним - ангел з митрою. Ліворуч розташовані символи страждань Ісуса (що стосуються творів Бернарда). Спочатку на статуях були написи Ave Maria («Радуйся, Маріє») та Salus («Будь здорова»),  Ave та Salus повторюються в святковому написі на постаменті.